# Sarah Rector
Sarah Rector (Territorio indiano, 3 marzo 1902 – Kansas City, 22 luglio 1967) è stata una magnate dell'industria petrolifera statunitense, nota come "La ragazza di colore più ricca del mondo".

## La famiglia e l'infanzia
Nata in una zona del Territorio indiano oggi corrispondente ai pressi della cittadina di Taft, nell'odierno Oklahoma, Sarah Rector era la seconda dei nove figli di Joseph e Rose Rector, i quali, entrambi nati nel 1881, erano discendenti degli schiavi di colore appartenuti ad alcuni membri del popolo nativo dei Creek che, al tempo della guerra civile, combattuta tra il 1861 e il 1865, si erano schierati con le forze della Confederazione. In quanto tali, loro e i loro discendenti furono inclusi come liberti nei Dawes Rolls, compilati tra il 1898 e il 1906, ed ebbero quindi diritto di essere uno degli assegnatari delle terre che, stando al trattato del 1866, il governo degli Stati Uniti d'America avrebbe distribuito ai membri delle Cinque Tribù Civilizzate.

In quello che fu un passaggio obbligatorio nel processo di integrazione del Territorio indiano con il Territorio dell'Oklahoma che portò alla formazione dell'odierno Stato dell'Oklahoma, a Sarah Rector furono quindi assegnati, ancora in tenera età, 159,14 acri di terra.

## La ricchezza e l'età adulta
Il terreno assegnato a Sarah nel 1906, considerato un terreno sterile e non adatto all'agricoltura, e per questo fuori dalle mire dei coloni bianchi e dei nativi delle Cinque Tribù, a cui erano invece stati riservati i terreni con le migliori prospettive, si trovava nei pressi di Glenpool, vicino a un'ansa del fiume Cimarron, a circa 97 km di distanza da dove la ragazza viveva con la sua famiglia. Benché quest'ultima non vivesse del tutto in povertà sebbene comunque in condizioni semplici, nel 1909 Joseph Rector decise di vendere i terreni assegnati ai suoi 3 figli nati prima del marzo 1906, onde evitare di continuare a pagare la tassa annuale di 90 dollari gravante su di essi e presentò quindi formale richiesta di vendita alla Corte della contea di Muskogee, la quale tuttavia respinse tale richiesta poiché la legge dello stato impediva che si vendessero terreni appartenenti a minori.

In qualche modo Joseph riuscì comunque a vendere per 1 700 dollari il terreno della figlia Becky e, nel febbraio 1911, riuscì ad affittare il terreno di Sarah alla Devonian Oil Company di Pittsburgh, al prezzo di un dollaro all'acro. L'anno successivo, l'azienda decise di non rinnovare il contratto e Rector affittò il terreno per mezzo dollaro all'acro al gruppo del noto petroliere Tom Slick, che pochi mesi prima aveva trovato il petrolio meno di 10 km a sud dell'appezzamento di terra di Sarah. La fortuna bussò quindi alla porta della famiglia Rector nell'agosto del 1913, quando B. B. Jones, un trivellatore socio di Tom Slick, realizzò sull'appezzamento di Sarah un pozzo petrolifero che iniziò a produrre circa 2 500 barili al giorno, garantendo alla ragazza un reddito giornaliero di 300 dollari (circa 6 240 dollari del 2024), ossia il 12,5% del totale, che superava persino quello del Presidente degli Stati Uniti d'America.
Poiché il governo federale richiedeva la nomina di tutori finanziari, solitamente uomini bianchi, per gestire i terreni dei bambini nativi e di colore appartenenti al Territorio indiano, e che questi avevano diritto a una percentuale che andava dal 2 al 6% dei profitti generati dal terreno, nel luglio 1913, un mese prima della scoperta del petrolio nel terreno della figlia, lo stesso Rector aveva scelto un amico allevatore di nome T. J. Porter che, contrariamente alla maggior parte degli altri amministratori, anche dopo l'agosto del 1913 si rivelò essere una persona onesta che investì oculatamente i guadagni in proprietà commerciali e mutui decisamente redditizi, tenendo per sé una percentuale inferiore al 2% e facendo pervenire regolarmente quanto dovuto a Sarah, il tutto sotto la supervisione del giudice Thomas Leahy. Con il passare dei mesi, i Rector andarono a vivere in una casa più grande e Sarah ricevette, tra le altre cose, un fonografo e un pianoforte e persino lo status di "bianca". Già sul finire del 1913, infatti, l'Oklahoma decise che Sarah era troppo ricca per essere una "negra" e la nominò "bianca" così che potesse non essere soggetta alle cosiddette leggi Jim Crow e, ad esempio, viaggiare nelle carrozze ferroviarie di prima classe.
Data la sorpresa che l'incredibile e improvvisa fortuna della famiglia riscosse nel pubblico, i media iniziarono presto a parlarne, tuttavia, a seconda della pubblicazione, la famiglia risultava essere o insensatamente ricca o persistentemente povera. Così, mentre i quotidiani di proprietà di persone bianche celebrarono la giovane Sarah entusiasmandosi per la sua presunta vita da favola ma insinuando al contempo che non ne fosse degna, in quanto trasandata analfabeta "metà negra e metà Creek", cosa peraltro falsa, e facendo sì che la ragazza ricevesse decine di lettere con richieste di prestiti ma anche con regali e proposte di matrimonio da parte di uomini bianchi provenienti financo dalla Germania, i quotidiani di proprietà di afroamericani, tra cui l'influente Chicago Defender, insinuarono che il tutore bianco della ragazza si stesse approfittando di lei, arrivando a minacciare anche l'istruzione della ragazza, e che Sarah fosse costretta a vivere in una baracca.

L'articolo del Chicago Defender del novembre 1913, che peraltro ignorava del tutto che solo il mese precedente Sarah aveva ricevuto 11 567 dollari di royalties, attirò le attenzioni di William Edward Burghardt Du Bois, fondatore e direttore di The Crisis, la rivista ufficiale della National Association for the Advancement of Colored People (NAACP), che si mise a verificare se i resoconti fossero veri, istituendo addirittura un apposito ente all'interno della NAACP avente lo scopo di indagare sulle denunce a carico dei tutori bianchi sospettati di aver privato i bambini neri della loro terra e ricchezza, e di Booker T. Washington, noto portavoce e leader della comunità nera, che intervenne direttamente per aiutare la famiglia Rector, recandosi a visitare la loro casa nell'estate del 1914.
In risposta all'inchiesta di Du Bois, il giudice Leahy scrisse una lettera al famoso intellettuale nero con un resoconto delle spese effettuate per conto della Rector che ammontava a 54 490 dollari in otto mesi, tuttavia, nell'ottobre 1914, Du Bois, Washington e la NAACP, fecero sì che Sarah venisse iscritta a un collegio presso il Tuskegee Institute, un istituto educativo sito in Alabama e diretto dallo stesso Washington, convinti del fatto che portarla fuori dall'Oklahoma fosse il primo passo nella "battaglia per la sua duratura protezione" dagli avidi uomini bianchi. Sia Du Bois che Washington, poi, ritenevano che la ragazza non fosse al sicuro in Oklahoma, poiché già nel 1911 era accaduto che due ragazzini neri, Stella ed Herbert Sells, che Sarah probabilmente conosceva, e nei cui terreni erano stati scoperti giacimenti petroliferi, fossero rimasti uccisi in un attentato condotto ai loro danni da un promotore immobiliare che aveva progettato di falsificare un atto di proprietà dei terreni.
La Rector arrivò dunque al Tuskegee nel dicembre 1914 assieme alla sorella maggiore Becky (Rebecca), allora tredicenne, e vi rimase fino al settembre 1915, quando le due ragazze si trasferirono alla scuola preparatoria della Fisk University, nel Tennessee, prima di riunirsi alla famiglia Rector per le vacanze di Natale del 1916. Da allora non ci sono più prove che le ragazze siano tornate a scuola in Alabama, ed è probabile che abbiano invece seguito la famiglia a Kansas City, in Missouri, dove i Rector decisero di trasferirsi nel 1917 quasi di nascosto.

Nel frattempo, lo sfruttamento del terreno di Sarah e gli investimenti fatti in sua vece continuavano a proliferare, tanto che nel 1918 sul suo appezzamento di terra erano presenti più di 50 pozzi, e che fu prolungato un contratto di locazione con la Prairie Oil & Gas Company con un accordo che aveva garantito alla firma una cifra pari a 300 000 dollari (circa 6 240 000 dollari nel 2024) e che sarebbe scaduto quando Sarah fosse già stata maggiorenne, cosa che fu vista da alcuni come una truffa ordita dai tutori della ragazza, la quale rischiava di perdere denaro rispetto a quanto avrebbe potuto guadagnare rinegoziando un nuovo contratto alla fine del contratto di locazione originale.

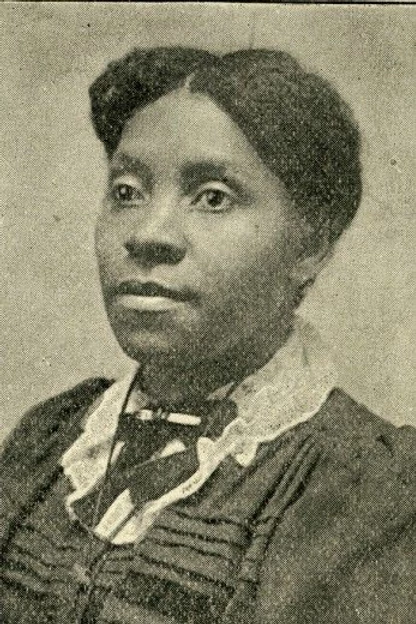
Sarah Rector nel 1920.

Nel 1920, al compimento dei 18 anni di età, Sarah poté finalmente entrare in possesso del proprio patrimonio, che a quell'epoca aveva da poco superato il milione di dollari ed era costituito da terreni e immobili, grazie anche all'interessamento del giudice Jules E. Guinotte che la liberò del tutto dalla tutela e la protesse da altri approfittatori.
Nel luglio 1922, Joseph Rector morì nei pressi di Dallas per uno scompenso cardiaco dovuto, secondo quanto riportarono i quotidiani di allora, alla delusione e alla vergogna per aver perso diverse decine di migliaia di dollari in un raggiro ordito ai suoi danni da parte di tale Jim Manuel, un ex-galeotto che gli era parente, e riguardante l'acquisto di un pozzo petrolifero da 40 milioni di dollari in Messico. Tuttavia, secondo quanto affermato dalla famiglia, l'uomo trovò la morte colpito da un treno mentre stava lavorando per riportare indietro del bestiame dal Texas.
Poco dopo la morte del padre, Sarah Rector si sposò con Kenneth Campbell, un immobiliarista, e con lui ebbe tre figli: Kenneth Jr, nato nel 1925, Leonard, nato nel 1926, e Clarence, nato nel 1929, continuando a vivere nel lusso, tra costosissime automobili e vestiti sfarzosi, assieme alla sua famiglia, nella grande villa acquistata dai genitori al numero 2000 Est della 12ª strada di Kansas City, dove era solita dare sontuose e stravaganti feste con ospiti del calibro di e Count Basie e Duke Ellington. La Grande depressione del 1929, tuttavia, ridimensionò significativamente le fortune di Sarah, la quale, pur mantenendo una condizione agiata ma non potendo più vivere nel lusso estremo, dovette trasferirsi assieme alla famiglia nella parte est della città, lasciando la villa della 12ª strada, che sarà poi nota come Rector Mansion. Dopo aver divorziato nel 1930 da Campbell, nel 1934 Sarah si risposò con William Crawford, un ristoratore, e portò avanti la sua vita, continuando a godere della rendita di alcuni pozzi petroliferi e a investire nel settore immobiliare, finché, il 22 luglio 1967, morì, colpita da un'emorragia cerebrale, dieci anni dopo la morte della madre.